# Lucius Caecilius Metellus (consul in 251 en 247 v.Chr.)
Lucius Caecilius Metellus (ca. 290 v.Chr. - 221 v.Chr.) behoorde tot een van de rijkste families in de Romeinse Republiek, de tak Metellus in de gens Caecilia. Hoewel deze familie geen patriciërs maar plebejers waren, bekleedden ze vanaf 300 voor Christus bijna elke belangrijke positie binnen de republiek.
Lucius Caecilius werd tweemaal tot consul verkozen, in 251 v.Chr. en in 247 v.Chr. In 251 v.Chr. versloeg hij Hasdrubal bij zijn aanval op Panormus. Vanaf 243 v.Chr. was hij ook de pontifex maximus, de hoogste priester binnen de Romeinse godsdienst. Toen hij bij het redden van het Palladium uit de brand van de tempel van Vesta het zicht had verloren, genoot hij de onderscheiding van zich naar de senaat te mogen laten dragen.